# Godzilla: Ciudad al filo de la batalla
Godzilla: Ciudad al filo de la batalla, de título en inglés Godzilla: City on the Edge of Battle (GODZILLA 決戦機動増殖都市 Gojira: Kessen Kidō Zōshoku Toshi?, también conocido como Godzilla Parte 2: Ciudad al filo de la batalla o Godzilla 2) es una película kaiju de animación computarizada de ciencia ficción sobre Godzilla, producido por Toho Animation y animada por Polygon Pictures, en asociación con la plataforma Netflix.
Es la decimotercera película de la franquicia de Godzilla, la decimoprimera producida por Toho y la segunda entrega en la trilogía de anime. Es una secuela de Godzilla: El planeta de los monstruos y está codirigida por Kōbun Shizuno y Hiroyuki Seshita.  La película se estrenó teatralmente en Japón el 18 de mayo de 2018 y se estrenó en todo el mundo en Netflix el 18 de julio de 2018. Una secuela, Godzilla: The Planet Eater, fue lanzada en Japón el 9 de noviembre de 2018. 

## Trama
Tras los eventos ocurridos en Godzilla: El planeta de los monstruos, el Aratrum no puede ponerse en contacto con Haruo y el resto de la tripulación después de su encuentro con el Godzilla original. El Capitán ordena que si los drones no encuentran sobrevivientes en 48 horas, el Aratrum se retirará de la Tierra. 
Haruo Sakaki es rescatado por una niña nativa llamada Miana y sus heridas son tratadas con un polvo extraño. Ella pertenece a una tribu indígena llamada "Houtua", descendientes sobrevivientes de humanos. Los houtua recuperan al equipo sobreviviente de Haruo y los sostiene para interrogarlos. Miana y su hermana gemela, Maina, usan la telepatía para comunicarse con sus invitados para comprender sus razones para quemar sus tierras. 
Después de que los houtua se dieron cuenta de que el grupo estaba detrás de Godzilla, las gemelas informaron a Haruo que Godzilla había destruido a su dios y había dejado un huevo. Con el entendimiento de que Haruo está librando una guerra contra Godzilla y no contra los houtua, son liberados, pero las gemelas los acompañan como guías de protección y observadoras. El grupo es atacado por un enjambre de criaturas parecidas a gusanos, pero son capaces de luchar contra ellos con la ayuda de las gemelas. Durante la pelea, Galu-Gu se da cuenta de que las puntas de flecha de las gemelas están atadas con "nanometal", un remanente de Mechagodzilla. Luego son atacados por un grupo de Servums, pero Metphies llega con algunos otros sobrevivientes y los expulsa. 
Galu-Gu explica que la nanotecnología que construyó Mechagodzilla de alguna manera sobrevivió y en los últimos 20,000 años, se ha auto-replicado y expandido constantemente. Con este hecho, los bilusaludos le dicen a Haruo y al resto que pueden ganar contra Godzilla con el nanometal, lo que incita a Haruo y al resto de la tripulación a permanecer en la Tierra y continuar el plan original para derrotar a Godzilla. Consiguen ponerse en contacto con el Aratrum, que se lleva a los pocos miembros de la tripulación que deseaban marcharse y acepta permanecer en órbita. Rastreando la fuente de una firma de energía que detectaron, descubrieron que los nanomateriales han reconstruido la antigua instalación que tenía Mechagodzilla, que Galu-Gu llama "Ciudad de Mechagodzilla". 
Las gemelas se separan, pero advierten a Haruo que el nanometal es tóxico; los bilusaludos le aseguran al grupo que la tecnología es inofensiva para ellos. El equipo pronto descubre que a pesar de que Mechagodzilla fue destruida, la mitad de su cabeza sobrevivió y ha reconstruido y ampliado la instalación original en la que se encontraba.  Galu-Gu logra acceder al cerebro superviviente de Mechagodzilla y hace que construya todos los materiales necesarios para que puedan usar a fin de atrapar a Godzilla dentro de la ciudad, luego cubrirlo con nanometal, antes de terminarlo con arpones EMP. Mientras supervisa la construcción, Yuko confiesa sus sentimientos por Haruo y lo besa. 
Godzilla despierta y avanza rápidamente en la ciudad, lo que obliga a Galu-Gu a sacrificar las defensas de la ciudad para desviar el poder y terminar de construir el arpón.  Haruo, Yuko y Belu-be combaten a Godzilla con trajes aéreos de buitres para ralentizarlo. El trío logró mantener a Godzilla el tiempo suficiente para que la ciudad completara su construcción y procediera a atraer a Godzilla a la trampa. Godzilla sobrevive al ataque y sobrecalienta la instalación. Galu-Gu se niega a perder y decide fusionarse con el nanometal. 
Mientras que los bilusaludos restantes abrazan la fusión, los humanos se horrorizan y escapan de la ciudad. Los tres buitres comienzan a fusionarse con sus pilotos, contra la voluntad de Yuko. Para el desconcierto de Galu-Gu, el nanometal parece no tener efecto en Haruo y no logra asimilarlo. Metphies advierte a Haruo que si no se detiene, la ciudad de Mechagodzilla consumirá todo el planeta.  Galu-Gu sostiene que para derrotar a Godzilla, deben llegar a ser más grandes que la humanidad. Haruo está en conflicto, pero finalmente elige ganar la batalla con su humanidad intacta. Destruye el centro de comando, junto con Galu-Gu, que desactiva el nanometal pero libera a Godzilla, quien procede a destruir la ciudad. Haruo tiende a Yuko, quien no puede despertarse de su estado de coma, mientras que los humanos sobrevivientes se esconden en una cueva con Metphies mientras todo arde a su alrededor. 
En una escena poscréditos que se remonta a una escena anterior, Metphies explica a Haruo que un monstruo, más poderoso que Godzilla, destruyó su planeta y revela que el nombre del monstruo es "Ghidorah". 

## Elenco
| Personajes       | Actor de voz en doblaje japonés | Actor de voz en doblaje inglés |
| ---------------- | ------------------------------- | ------------------------------ |
| Haruo Sakaki     | Mamoru miyano                   | Chris Niosi                    |
| Metfies          | Takahiro Sakurai                | Lucien dodge                   |
| Yuko Tani        | Kana Hanazawa                   | Cristina vee                   |
| Martin Lazzari   | Tomokazu Sugita                 | Edward Bosco                   |
| Adam Bindewald   | Yuki Kaji                       | Robbie daymond                 |
| Mulu-Elu Galu-Gu | Junichi Suwabe                  | Taylor Henry                   |
| Maina            | Reina Ueda                      | Kendall Gimbi                  |
| Miana            | Ari Ozawa                       | Rachelle Heger                 |
| Rilu-Elu Belu-be | Kenta miyake                    | Rico marrón                    |
| Unberto Mori     | Kenyu Horiuchi                  | Keith Silverstein              |
| Halu-Elu Dolu-do | Kazuya Nakai                    | Doug Stone                     |
| Endurph          | Kazuhiro Yamaji                 | Joe Ochman                     |

## Producción
La segunda parte de la trilogía del anime se anunció en una segunda escena poscréditos en el estreno teatral de la película que revela el título japonés de la película, un cartel con Mechagodzilla y la fecha de estreno de la película en 2018. El título japonés de la película se reveló como Gojira: Kessen Kidō Zōshoku Toshi (las traducciones variaron de Godzilla: Battle Mobile Breeding City a Godzilla: The City Mechanized for the Final Battle), mientras que el título en inglés se reveló más tarde como Godzilla: City on the Edge of Battle (en español: Ciudad al filo de la batalla).  En marzo de 2018, el sitio web oficial de la película reveló un nuevo póster, detalles de la trama, y el cantante XAI volvería para interpretar el tema principal de la película, The Sky Falls. El doblaje en inglés fue producido por Post Haste Digital.

### Banda sonora
Takayuki Hattori volvió a componer la banda sonora, marcando su cuarta participación en películas de Godzilla.  XAI también volvió a interpretar el tema de la película The Sky Falls. En su trabajo en la película, Hattori declaró: 

"18 years after Godzilla 2000, I am glad to be back in the world of the new Godzilla which was opened by Shin Godzilla. This is the first animated film in the history of Godzilla, and I am excited to be able to take on the challenge while at the same time I feel it is a very big mission. I think this will be a Godzilla movie that you can’t possibly imagine. I expressed in music my own feelings about the characters and the overwhelming presence of Godzilla created by the two directors, Mr. Shizuno and Mr. Seshita." - Takayuki Hattori, Toho Press Notes

## Lanzamiento
Godzilla: City on the Edge of Battle recibió un estreno en cines en Japón el 18 de mayo de 2018, y se lanzó en todo el mundo a través de la plataforma Netflix el 18 de julio de 2018.

### Recaudación
Godzilla: City on the Edge of Battle se estrenó en 158 cines de Japón y alcanzó el octavo lugar en taquilla. La película 100 millones de yenes en su primera semana.

### Crítica
Naoya Fujita de IGN le dio a la película una calificación de 4.5, lo que indica una calificación "mala", y dice que "Godzilla: City on the Edge of Battle toma algunos ingredientes prometedores, pero los prepara en una comida desagradable. Nunca entendemos realmente por qué luchan los protagonistas, y ni siquiera hay una escena satisfactoria de destrucción urbana (un elemento básico de Godzilla). Falla tanto emocional como visceralmente".  James Grebey, de Inverse, calificó la película como "sin sentido", declarando que la película es "extremadamente serena, deprimente y bastante ligera en la diversión" y calificó a la película como "el mayor fastidio de la filmografía de Godzilla". James Perkins de HeyUGuys le dio a la película 3 estrellas de 5, afirmando que la película no es "la mejor ni la peor iteración de la franquicia de Godzilla, sino que se hace definitivamente con la intención de probar algo nuevo, pero que agrega un elementos de ciencia ficción y futuristas al famoso monstruo".
Jeff Pawlak, de Geekiverse, otorgó a la película 5.5 de 10, sintiendo que la película tenía "grandes ideas" con un "escenario interesante" pero sintió que la animación computarizada era "tan fea como siempre", sentía que la película carecía de acciones y personajes complejos, diciendo que "City on the Edge of Battle no maneja por completo el pase de Planeta de monstruos, al no explorar adecuadamente la valiosa construcción del mundo que presenta, o que introdujo su antecesor".  Callum May de Anime News Network le dio a la película una calificación general de A, elogiando a Haruo por crecer como un personaje, pero criticó la falta de desarrollo de los otros personajes. May también criticó el segundo acto por arrastrar al hacer que los personajes simplemente vagaran por la ciudad. May concluyó diciendo: "Si bien no resuelve muchos de los problemas de la primera película, el desarrollo de Haruo logra vender una narrativa más basada en los personajes y hace que sus relaciones sean más empáticas. Tal vez no sea la película que esperaban los fanáticos, pero es la película que esta trilogía necesitaba para llegar a una conclusión épica en Godzilla: The Planet Eater ".
Mitch Nissen de ComiConverse otorgó a la película 3 estrellas de 5, criticando el ritmo lento pero elogiando a la película por mejorar con respecto a la Parte 1 al expandir sus ideas. Nissen también notó que estas películas de anime no se parecen a las películas de anime o kaijus, sino más bien, a las invenciones legítimas de ciencia ficción que -dice Nissen- "son pura ciencia ficción".  Los fanáticos de la ciencia ficción cerebral en profundidad deberían encontrar mucho para disfrutar de las películas.  Las referencias a la tradición de Godzilla abundan, mucho más visibles solo para el fanático analítico de Godzilla". Taylor Bauldwin de Geeks of Color calificó la película como "decepcionante". Criticó el ritmo lento, la falta de motivaciones convincentes de los personajes y la batalla culminante por no cargar de peso. Concluyó diciendo: "Disfruté el estilo y los sonidos de la película, pero eso por sí solo no es suficiente para la redención aquí. Esta película comienza, las cosas suceden, y luego la película termina exactamente de la misma manera que comenzó".

## Secuela
La tercera y última película de la trilogía de anime, titulada Godzilla: The Planet Eater, se estrenó el 9 de noviembre de 2018.